# Au Bon Pain
A Au Bon Pain é uma cadeia americana de restaurantes, padarias e cafeterias de estilo fast casual com sede em Richardson, Texas, que opera 171 estabelecimentos nos Estados Unidos, Canadá, Tailândia e Taiwan. Atualmente, a empresa pertence à AMPEX Brands.
A Au Bon Pain serve produtos de panificação, como pães, bolos, croissants e bagels; chá, café e bebidas expressas; alimentos para o café da manhã, como sanduíches de ovo; e itens para o almoço, como sopas, saladas e sanduíches. A empresa também oferece serviços de bufê.
A maioria das unidades da Au Bon Pain está localizada na Costa Leste dos Estados Unidos, com unidades franqueadas em 17 estados do país.

## História
Pavailler, um fabricante francês de equipamentos de panificação, estabeleceu a empresa como uma vitrine para seus fornos em 1976 no Faneuil Hall, em Boston. Os diretores da empresa incluíam Louis Rapuano, Pavailler e dois investidores menores; Pavailler contribuiu com maquinário de panificação para o empreendimento. A Au Bon Pain vendia croissants, doces e pães produzidos por padeiros franceses. Em 1977, abriu lojas em Hackensack, Nova Jérsia, e na cidade de Nova Iorque.
Em 1978, a Au Bon Pain foi adquirida por Louis I. Kane, um capitalista de risco que gostou do cheiro de seus produtos, por US$ 1,5 milhão (equivalente a US$ 7 milhões em 2023). O modelo de negócios foi alterado para vender produtos assados em vez de fornos. François Marin foi contratado para abrir e gerenciar a primeira Au Bon Pain no Quincy Market de Boston.
Em 1980, a Au Bon Pain tinha mais de US$ 1 milhão (equivalente a US$ 3,7 milhões em 2023) em vendas, mas ainda estava perdendo dinheiro.
Em 1981, a empresa estava sofrendo com dívidas e à beira da falência, e Ronald M. Shaich e seu pai adquiriram uma participação de 60%.
Em 1991, a Au Bon Pain foi listada no mercado de ações por meio de uma oferta pública inicial.
Em 1993, a marca adquiriu a Saint Louis Bread Company, a predecessora da Panera Bread, por US$ 23 milhões (equivalente a US$ 48,5 milhões em 2023). Também adquiriu as padarias da Warburtons nos Estados Unidos, que foram convertidas em lojas Au Bon Pain.
Em 1996, a empresa anunciou planos para melhorar o interior de suas lojas depois de registrar um prejuízo.
Em 1997, a Au Bon Pain considerou a possibilidade de abrir lojas no Peru.
Em 1999, a Au Bon Pain Co. Inc. (mais tarde renomeada Panera Bread) vendeu sua divisão Au Bon Pain para a Bruckmann, Rosser, Sherrill & Co.. Em 2000, ela foi vendida para o Compass Group.
Em 2000, a empresa firmou um contrato de franquia com a Gourmet Coffee Co. Ltd. de Taiwan para abrir as primeiras unidades da Au Bon Pain em Taipei.
A Au Bon Pain tinha uma loja no shopping center subterrâneo do World Trade Center em Nova Iorque. Esse local, como muitas outras lojas do shopping, foi destruído nos ataques de 11 de setembro de 2001.
Em 2005, a administração da Au Bon Pain, em parceria com a PNC Financial Services, comprou 75% da empresa; o Compass Group manteve os 25% restantes.
Em março de 2008, a LNK Partners, uma empresa de capital privado, adquiriu o controle acionário da empresa.
Em 2011, todas as suas unidades foram reformadas em um grande programa de remodelação.
Em 2012, o número de unidades da Au Bon Pain atingiu o pico de mais de 200.
Em 2013, a empresa anunciou que, até 2017, só usaria ovos caipiras.
Em 2014, sob a liderança de Sue Morelli, a Au Bon Pain foi nomeada uma das principais empresas lideradas por mulheres em Massachusetts.
Em janeiro de 2015, a Au Bon Pain contratou Katherine See como sua chef executiva.
Em junho de 2016, Morelli se aposentou, e Ray Blanchette foi nomeado presidente e CEO.
Em 8 de novembro de 2017, a Panera Bread anunciou a aquisição da Au Bon Pain, que havia se separado da Panera em 1999, após ter sido criada em 1981. Após o acordo, Ron Shaich deixou o cargo de executivo-chefe, sendo sucedido por Blaine Hurst, presidente da Panera.
Em dezembro de 2019, a Au Bon Pain fechou sua última loja em Cambridge, Massachusetts, encerrando mais de 35 anos de negócios em sua antiga cidade principal.
A diminuição do tráfego urbano de pedestres causada pela pandemia de COVID-19 resultou em mais fechamentos, deixando apenas 123 lojas nos Estados Unidos. Após uma longa tendência de queda, novos locais começaram a abrir novamente sob a nova propriedade, começando em uma Macy's no Queens Center Mall.
Em junho de 2021, a AMPEX Brands comprou a cadeia da Panera Bread em um acordo que incluiu cerca de US$ 60 milhões em ativos. O acordo garantiu a preservação da marca Au Bon Pain à luz do fechamento e da conversão de várias unidades da Au Bon Pain em lojas da Panera Bread. A AMPEX Brands se recusou a divulgar o valor exato do acordo, mas confirmou a inclusão de ativos e direitos de franquia para 131 locais adicionais. A AMPEX Brands também anunciou simultaneamente a mudança da sede da empresa de Boston para sua própria sede no Texas.
Em 2024, a última loja em Boston, no terminal de trens South Station, fechou.